# 卷烟税国库券
卷烟税国库券，也称烟税国库券，是中华民国时期发布的一个国库券。

## 概述
其以卷烟统税为担保，共发行四次。1928年4月发1600万元，月息8厘，1930年11月还清；1929年3月续发2400万元，月息8厘，1932年1月还清。1930年4月发行“十九年卷烟库券"2400万元，月息8厘，1935年还清。1931午1月发行“二十年卷烟库券”600万元，月息7厘，1941年1月还清。后两次库券月息自1932年2月起降为5厘，并改由关税支付。“二十年卷烟库券”自1936年2月起，调换统一公债乙种债券清结。